# Attilio Cerruti
Attilio Cerruti (Picerno, 17 ottobre 1878 – Taranto, 12 agosto 1956) è stato un biologo italiano.

## Biografia
Secondo figlio di Adelaide Catrano e dell'ingegnere ferroviario piemontese Adamo Abramo Cerruti, Attilio nacque a Picerno, dove il padre all'epoca era impegnato nella realizzazione di un tratto della ferrovia Battipaglia-Potenza-Metaponto. Frequentò medie e scuole tecniche a Foggia e si iscrisse poi all'Università di Napoli, dove nel 1901 conseguì la laurea in Biologia con una tesi sui Bufonidi (rospi) e, nella Scuola di magistero, il diploma di chimica. Fu assistente universitario (fra gli altri dello zoologo Giovanni Battista Grassi) fino al 1908, quando ottenne la libera docenza in anatomia e fisiologia comparata. Lavorò quindi (1909-1914) alla Stazione zoologica Anton Dohrn di Napoli e, dal 1910, entrò a far parte di varie commissioni per la pesca e del comitato talassografico per il Tirreno inferiore.
Furono queste esperienze e gli studi realizzati e pubblicati in quegli anni a ottenergli il trasferimento a Taranto con l'incarico di ispettore tecnico demaniale per la molluschicoltura e di direttore di un laboratorio di biologia marina che lui stesso avrebbe dovuto creare. Nella città dei due mari si dedicò quindi allo studio dei molluschi con l'obiettivo di migliorarne la pesca e l'allevamento, affrontando in particolare lo studio dell'ecosistema marino del Mar Piccolo dove erano ubicate le zone demaniali utilizzate per la sperimentazione e promuovendo sia la formazione degli operatori sia varie innovazioni tecnologiche.
Nello stesso tempo diede vita a un piccolo laboratorio che, grazie alla sua passione e impegno, si sviluppò fino a divenire un vero punto di riferimento italiano per le ricerche marine. Soppresso l'ispettorato nel 1939, Cerruti mantenne la direzione del suo laboratorio, denominato nel frattempo Istituto talassografico e ospitato dal 1930 in un apposito palazzo eretto presso il Mar Piccolo e il canale navigabile. Nel 1948 lasciò l'incarico per raggiunti limiti di età e si dedicò all'insegnamento e alla ricerca; successivamente, l'ente in cui aveva trascorso 34 anni di intensa e apprezzata attività venne ribattezzato in suo onore Istituto Talassografico Sperimentale "Attilio Cerruti". Il suo nome fu dato anche a una motobarca del CNR di Taranto e a una via della città pugliese.

## Testi pubblicati
Attilio Cerruti produsse una cinquantina di lavori, di biologia e di idrografia, sulle condizioni del Mar Piccolo e del Mar Grande di Taranto, e note di carattere tecnico. Fra le sue pubblicazioni si possono ricordare:
- Il mar piccolo e il mar grande di Taranto, Roma, Poligrafico dello Stato, 1925.
- L'Istituto demaniale di biologia marina di Taranto, Taranto, Cressati, 1932.
- Le condizioni oceanografiche e biologiche del Mar Piccolo di Taranto durante l'agosto del 1938, Roma, Poligrafico dello Stato, 1938.
- "Ricerche oceanografiche compiute nel Mar piccolo, nel Mar grande e nel Golfo di Taranto durante il triennio 1932-34", in Atti della Reale Accademia delle scienze fisiche e matematiche di Napoli, vol. 1, serie 3, n. 2 (1938).
- L'Istituto Talassografico di Taranto del Consiglio Nazionale delle ricerche, Venezia, Grafiche Ferrari, 1943.